# Microphysogobio fukiensis
Microphysogobio fukiensis és una espècie de peix cipriniforme de la família dels ciprínids que es troba a la Xina.